# ستانلي (لاعب كرة قدم)
ستانلي هو لاعب كرة قدم برازيلي في مركز الدفاع، ولد في 10 أغسطس 1985 في سيرتانوبوليس في البرازيل. لعب مع أتلتيكو باراناينسي وطوكيو فيردي ونادي بوا إيسبورت ونادي ريو برانكو ونادي غواراني ونادي فيروفياريا.